# Stefan Pająk
Stefan Pająk (ur. 2 września 1894 w Zwoleniu, zm. między 20 a 22 kwietnia 1940 w Katyniu) – polski lekarz internista, podporucznik rezerwy Wojska Polskiego, kawaler Krzyża Walecznych, ofiara zbrodni katyńskiej.

## Życiorys
Był synem Jana i Marii z Sieków. Lekarz, absolwent Uniwersytetu Warszawskiego (1927). W Wojsku Polskim od 1918. Służył w 5 pułku ułanów, w 1920 w 3 dywizjonie artylerii konnej. Od 1921 w rezerwie. Ćwiczenia odbywał w 8 pułku strzelców konnych i w 16 pułku artylerii polowej. Jako podchorąży korpusu oficerów sanitarnych (grupa podlekarzy) został mianowany rozporządzeniem Prezydenta Rzeczypospolitej 1 lipca 1925 podporucznikiem sanitarnym ze starszeństwem z dniem awansu i 22 lokatą. Został wcielony do 8 batalionu sanitarnego. Po uzyskaniu dyplomu lekarza (1925) został kierownikiem Ubezpieczalni Społecznej w Mirkowie. Wraz z żoną, również lekarzem, leczył mieszkańców Mirkowa, Porąbki i okolicznych wsi. W 1934, jako oficer rezerwy posiadał przydział w rezerwie do Kadry zapasowej 8 Szpitala Okręgowego i pozostawał w ewidencji Powiatowej Komendy Uzupełnień Warszawa Miasto III. Pomimo tego, że dyplom lekarza otrzymał w 1925, nadal pozostawał w grupie podlekarzy korpusu oficerów sanitarnych. W 1936 był lekarzem naczelnym Podobwodu nr 5 w Jeziornie Obwodu Leczniczego nr 5 (zamiejskiego) Ubezpieczalni Społecznej w Warszawie.
Podczas kampanii wrześniowej 1939 zmobilizowany. Otrzymał przydział do szpitala w Płocku. 5 września opuszcza Klarysew, by stawić się w jednostce. Po agresji ZSRR na Polskę (17 września 1939) dostał się do niewoli sowieckiej. Według stanu z kwietnia 1940 był jeńcem obozu w Kozielsku. Między 19 a 21 kwietnia 1940 przekazany do dyspozycji naczelnika Zarządu NKWD Obwodu Smoleńskiego – lista wywózkowa 036/2 z 16 kwietnia 1940, pozycja 90, nr akt 2374. Został zamordowany między 20 a 22 kwietnia 1940 w lesie katyńskim przez funkcjonariuszy Obwodowego Zarządu NKWD w Smoleńsku oraz pracowników NKWD przybyłych z Moskwy na mocy decyzji Biura Politycznego KC WKP(b) z 5 marca 1940. Ofiary tej zbrodni grzebano w bezimiennych mogiłach zbiorowych, gdzie od 28 lipca 2000 mieści się oficjalnie Polski Cmentarz Wojenny w Katyniu. W miejscu tym prowadzone były ekshumacje i prace archeologiczne. W 1943 jego ciało zostało zidentyfikowane w toku ekshumacji nadzorowanych przez Niemców pod numerem 3844 (raport dzienny z 2 czerwca 1943). Przy jego szczątkach znaleziono: pozwolenie na broń, kartę łowiecką, list oraz zaświadczenie. Figuruje na liście Komisji Technicznej PCK pod numerem 03844. Znajduje się na liście ofiar opublikowanej w Gońcu Krakowskim nr 190 oraz Nowym Kurierze Warszawskim nr 177.

### Życie prywatne
Był żonaty z Jadwigą Łazewicz (ur. 1902), lekarzem położnikiem, miał syna. Mieszkał we własnej willi w Klarysewie.

## Ordery i odznaczenia
- Krzyż Walecznych[3]
- Krzyż Kampanii Wrześniowej – pośmiertnie 1 stycznia 1986[23]

## Upamiętnienie
5 października 2007 minister obrony narodowej Aleksander Szczygło mianował go pośmiertnie na stopień porucznika. Awans został ogłoszony 10 listopada 2007 w Warszawie, w trakcie uroczystości „Katyń Pamiętamy – Uczcijmy Pamięć Bohaterów”.
Jest jednym z kilkuset lekarzy pochowanych na Polskim Cmentarzu Wojennym w Katyniu i upamiętnia go tabliczka epitafijna nr 2718.